# Нафиков, Абзалетдин Хуснутдинович
Абзалетдин Хуснутдинович Нафиков (28 июля 1916 года, с. Суерметово 6 мая 2021 года, с.Суерметово современного Ермекеевского района Башкортостана) — старейший/один из старейших ветеранов Великой Отечественной войны на 9 мая 2021 года.

## Биография
К началу войны Абзалетдин Нафиков был уже человеком, отслужившим в Красной Армии. 11 июня 1941 года призван вновь на военную службу. Рядовой Нафиков начал воевать на Калининском фронте в составе 422-й стрелковой дивизии. В августе 1941-го в бою под Великими Луками Абзалетдин Хуснутдинович был ранен и попал в плен. Его правнук сохранил воспоминания прадеда: «Выдали нам одну винтовку на несколько бойцов. Обучили стрельбе и сказали: оружие в бою будете добывать сами или возьмете у убитого товарища. А против нас шли отборные немецкие дивизии. Мы, конечно, стреляли, если в руки попала винтовка. Но ведь надо дождаться такого момента. В общем, окружили нас немцы и повели, как стадо овец. А вооружены они были новейшими автоматами. Командиров мы больше не видели».
Домой Абзалетдин Хуснутдинович вернулся только в 1947 году.
До выхода на пенсию Абзалетдин Нафиков работал пастухом в овцеводческой ферме колхоза «Ря».

## Семья
Вместе с супругой воспитали шестерых сыновей. Все получили достойное образование. До своей кончины жил вместе с семьей младшего сына

## Награды
Орден «Отечественной войны II степени» (1986); медали: «20 лет Победы в ВОВ 1941—1945 гг.» (1966), «40 лет Победы в ВОВ 1941—1945 гг.» (1985), «50 лет Победы в ВОВ 1941—1945 гг.» (1995), «60 лет Победы в ВОВ 1941—1945 гг.» (2005), «Ветеран труда».